# Нижнекалифорнийская пустыня
Ни́жнекалифорни́йская пусты́ня (исп. Desierto de Baja California) — пустынный регион в Северной Америке, расположенный на территории Калифорнийского полуострова (Мексика). Пустыня представляет собой вытянутую песчано-каменистую полосу вдоль побережья полуострова площадью 77 700 км² и включает в себя большую часть западного склона полуострова. Климат сухой, субтропический, но близость Тихого океана обеспечивает влажность и умеренную температуру. Флора в основном состоит из ксерических кустарников и более 500 зарегистрированных видов сосудистых растений.

## География
Пустыня Нижняя Калифорния расположен в западной части полуострова Калифорния и занимает большую часть мексиканских штатов Нижняя Калифорния и Южная Нижняя Калифорния. Длина пустыни составляет около 1300 км, а ширина — около 50 км. Он простирается приблизительно от 31° до 24° северной широты. Высоты различаются и включают в себя горные хребты в центральной части (1000—1500 м), равнины средней высоты (300—600 м) и обширные участки прибрежных дюн.
К северу от 30° северной широты на тихоокеанском склоне пустыня Нижняя Калифорния переходит в экорегион Калифорнийское побережье и чапарраль. Сосново-дубовые леса Сьерра-Хуарес и Сан-Педро-Мартир занимают более высокие полуостровные хребты на севере, где растет ряд видов деревьев, включая вашингтонию нитеносную, находящуюся под угрозой исчезновения.

## Климат
Климат пустыни сухой и в основном субтропический с жарким летом и преимущественно мягкой зимой. Зимой температура иногда опускается ниже нуля, но летом может превышать 40º C во внутренних районах. Прибрежные районы более прохладные из-за Калифорнийского течения, несущего холодные северные воды на юг. В некоторых прибрежных районах температура летом редко превышает 25 ºC. Осадков выпадает мало, но летом иногда бывают проливные дожди. В самых засушливых районах ежегодно выпадает менее 50 мм осадков.

## Флора
Пустыня в основном покрыта ксерическими кустарниками. В экорегионе насчитывается около 500 видов сосудистых растений, некоторые из которых являются эндемичными, например, фукьерия колончатая, которое можно найти на высоте до 1200 м над уровнем моря, и ползучий дьявол. Некоторыми доминирующими растениями являются аистник обыкновенный, молочай, несколько видов кактусов, шаровидный мох. В районах, которые были затоплены в эпоху миоцена, преобладают солеустойчивые растения, такие как амброзия, агава, юкка и мюленбергия портери. Среди растений на песчаных дюнах — креозотовый куст, карликовый солончак, скелетный молочай.